# Первомайское (Мичуринский сельсовет)
Первома́йское (укр. Первомайське) — село находится в Тельмановском районе Донецкой области. Под контролем самопровозглашённой Донецкой Народной Республики.

## География
К западу от села проходит линия разграничения сил в Донбассе (см. Второе минское соглашение).
В Донецкой области находится ещё 6 одноимённых населённых пунктов, в том числе ещё одно село Первомайское в том же Тельмановском районе (к востоку от Тельманова), село Первомайское в соседнем Новоазовском районе.

#### Соседние населённые пункты по странам света
С: Староласпа, Красный Октябрь
СЗ: Белая Каменка
СВ: Солнцево
З: —
В: Богдановка
ЮЗ: Старомарьевка
ЮВ: Мичурино, Воля, Тельманово
Ю: Новая Марьевка

## Происхождение названия
Село было названо в честь праздника весны и труда Первомая, отмечаемого в различных странах 1 мая; в СССР он назывался Международным днём солидарности трудящихся.
На территории Украинской ССР имелись 50 населённых населённых пунктов с названием Першотравневое и 27 — с названием Первомайское.
В Донецкой области в границах 2014 г. находятся семь одноимённых населённых пунктов, в том числе два - в Тельмановском районе: село Первомайское к востоку от Тельманова, село Первомайское к западу от Мичурина; сёла Первомайское в Добропольском районе; Первомайское в Никольском районе; Первомайское в Новоазовском районе; Первомайское в Ясиноватском районе; посёлок Первомайское Снежнянского городского совета.

## Население
Население по переписи 2001 года составляло 86 человек.

## Общие сведения
Код КОАТУУ — 1424883607. Почтовый индекс — 87100. Телефонный код — 6279. Не путать с одноимённым селом Первомайское Первомайского сельсовета, которое также расположено в Тельмановском районе.

## Адрес местного совета
87130, Донецкая область, Тельмановский р-н, с.Мичурино, ул.Шевченко, 62а